# 監
監（かん、けん）は、歴代中華王朝において、一部の行政機関、官職、地方区分の名についた接尾語である。日本では奈良時代に地方区分である令制国の一部に付けられた。

## 歴史
機関では五監や欽天監、官名では殿中監や太監が該当する。宋代では機関の長官を大監・太監・判監事、あるいは単に監、副長官を少監や同判監事とそれぞれ称した。
宋代では州あるいは県に相当する行政区画としても存在し、荊湖南路桂陽監（現在の湖南省郴州市桂陽県）など軍事面での要衝や重要資源の産地に置かれた。長官は知監事あるいは知監、副長官は同知監事と称した。
日本においては奈良時代に離宮（吉野宮と珍努宮）の存在する特別な行政区画として置かれ、芳野監と和泉監が該当した。後に芳野監は大和国、天平12年（740年）に和泉監は河内国にそれぞれ併合されたが、天平勝宝9歳（757年）に河内国から旧和泉監の区域が分割されて和泉国が置かれた。また、大宰府の第三等官として大少の監が置かれ、大監は正六位下、少監は従六位に相当した。